# Општина Бисока (Бузау)
Бисока (рум. Bisoca) општина је у Румунији у округу Бузау.
Oпштина се налази на надморској висини од 804 m.